# 21-es busz (Kaposvár)
A kaposvári 21-es busz (2021 márciusa előtt: 20/A-s busz) a Raktár utca és a Videoton Ipari Park között közlekedik, összekötve Tüskevárt, az Északnyugati városrészt, a Tisztviselőtelepet, a kisgáti területeket és a Keleti városrészt, így a város azon kevés járatainak egyike, melyek nem érintik a Belvárost. A buszvonalat a Kaposvári Közlekedési Zrt. üzemelteti.
A járat két végállomása két ipari terület, ebből adódóan a 21-es busz csak munkanapokon közlekedik.

## Útvonal
A táblázatban a Raktár utcából induló irány látható.
| Útvonal                 |
| ----------------------- |
| Raktár utca             |
| Jutai út                |
| Hajnóczy utca           |
| Kanizsai út (610-es út) |
| 48-as ifjúság útja      |
| Árpád utca              |
| Dombóvári út            |
| Kenyérgyár utca         |
| Izzó utca               |

## Megállóhelyek
A táblázatban a megállók a Raktár utcából induló irány szerint vannak felsorolva.
| Megálló                  | Össz. km (oda) | Össz. idő (oda) | Össz. km (vissza) | Össz. idő (vissza) | Átszállási lehetőség                   | A közelben található |
| ------------------------ | -------------- | --------------- | ----------------- | ------------------ | -------------------------------------- | --- |
| Raktár utca végállomás   | 0              | 0               | 6,9               | 19                 | 1                                      | Ipari telephelyek, nagykereskedések |
| Raktár utca 2.           | 0,5            | 1               | 6,5               | 18                 | 1                                      | Ipari telephelyek, nagykereskedések |
| Jutai út 45.             | 0,7            | 2               | 6,3               | 17                 | 1                                      | Sportpálya, ipari telephelyek, nagykereskedések |
| Tóth Árpád u.            | 1,4            | 3               | 5,6               | 16                 | 1, 20                                  | Tüskevár |
| Jutai út 24.             | 1,6            | 4               | 5,4               | 15                 | 1, 20                                  | Kaposfil, Óvoda |
| Hajnóczy utcai csomópont | 2,1            | 5               | 4,9               | 14                 | 1, 13, 20, 31                          | Meistro Lovasklub |
| Vasút köz                | 2,7            | 6               | 4,3               | 13                 | 1, 13, 20, 31                          | Nyugati temető, Zita Gyermekotthon, II. Rákóczi Ferenc Általános Iskola |
| Városi könyvtár          | 3,4            | 7               | 3,7               | 12                 | 1, 13, 20, 31                          | 48-as ifjúság úti könyvtár, Iskolafogászat, Óvoda, KE Gyakorló Általános Iskola és Gimnázium, TESCO, Városliget                                                                                             |
| Füredi úti csomópont     | 3,7            | 8               | 3,3               | 11                 | 1, 10, 11, 11Y, 13, 20, 23, 27, 31, 91 | CBA Cent Bevásárlóközpont, Posta, Óvoda, TESCO |
| ÁNTSZ                    | 4,2            | 10              | 2,7               | 9                  | 10, 20, 23, 26, 27 Honvéd u.: 12       | ÁNTSZ, Munkácsy Mihály Gimnázium, Berzsenyi park, Evangélikus templom, Óvodák, Bölcsőde, Zselic Áruház, OTP, Patyolat, Szolgáltatóház, Éjjel-nappali, Sávház                                                |
| Pázmány Péter u.         | 5              | 12              | 1,9               | 7                  | 20, 23, 26, 27, 81                     | Eötvös Loránd Műszaki Szakközépiskola, Szakiskola és Kollégium; Somogy Megyei Rendőr-főkapitányság; Egészségügyi Főiskola (PTE ETK); Penny Market                                                           |
| Kisgát                   | 5,8            | 14              | 1,2               | 5                  | 20, 23, 26, 27, 81                     | Klebelsberg Középiskolai Kollégium, Somogy-Flandria Inkubátorház és Konferencia Központ, Somogy Megyei Vállalkozói Központ Közalapítvány, Aldi, Lidl, autókereskedések, ipari telephelyek, nagykereskedések |
| Mező utcai csomópont     | 6,2            | 15              | 0,8               | 3                  | 8, 8B, 8E, 18, 20, 23, 26, 81          | Keleti temető, ipari telephelyek, nagykereskedések |
| Kenyérgyár u. 1.         | 6,5            | 16              | 0,4               | 2                  | 8B, 8Y, 20, 26                         | Videoton Ipari Park, ipari telephelyek, nagykereskedések |
| Kenyérgyár u. 3.         | –              | –               | 0,2               | 1                  | 8B, 8Y, 20, 26                         | Videoton Ipari Park, ipari telephelyek, nagykereskedések |
| Videoton                 | 7,1            | 18              | 0                 | 0                  | 8B, 8Y, 20, 26                         | Videoton Ipari Park, ipari telephelyek, nagykereskedések |

## Menetrend
- Aktuális menetrend Archiválva 2013. november 14-i dátummal a Wayback Machine-ben
- Útvonaltervező[halott link]